# Погожа Криниця
Пого́жа Крини́ця — село в Україні, у Сумській області, Роменському районі. Населення становить 526 осіб. Входить до складу Роменської міської громади. До 2020 орган місцевого самоврядування — Погожокриницька сільська рада.

## Географія
Село Погожа Криниця розташоване за 15 км від районного центра і залізничної станції станція Ромни, за 1,5 км знаходилося зняте 2008 року з обліку с. Розумакове.
По селу протікає струмок, що пересихає.
Поруч пролягає автомобільний шлях Т 1913.

## Назва
Перша назва села — Мазуряччина,через те, що це були володіння пана Мазуряки.
Назву «Погожа Криниця» село отримало завдяки криниці, воду із якої возили для заможних мешканців міста Ромни, тож ще одною з легенд, що до назви «Погожа Криниця» — э така — в ті часи коли чумаки на волах возили сіль з Криму, одного з волів під час подорожі вкусила змія, чумаки вилікували його відпоїв з криниці в цій місцевості.

## Історія
Село Погожаа Криниця відоме з 1886 року. Село постраждало внаслідок геноциду українського народу, проведених урядом СРСР у 1921—1923 і 1932—1933 та 1946—1947 роках.
12 червня 2020 року, відповідно до розпорядження Кабінету Міністрів України № 723-р «Про визначення адміністративних центрів та затвердження територій територіальних громад Сумської області», село увійшло до складу Роменської міської громади.
19 липня 2020 року, в результаті адміністративно-територіальної реформи та ліквідації Роменського району(1930—2020), увійшло до складу новоутвореного Роменського району.

## Соціальна сфера
Є середня школа (18 вчителів, 186 учнів), клуб із залом на 200 місць, бібліотека з книжковим фондом 11 625 примірників, майстерня побутового обслуговування, відділок зв'язку, чотири магазини.

## Відомі люди
- Уродженець села — український історик та видавець, діяч ОУН (р) Віктор Рог.
- лауреат Шевченківської премії Микола Бут.